# Die Stämme
Die Stämme ist ein von den späteren InnoGames-Gründern Hendrik und Eike Klindworth und Michael Zillmer für Webbrowser entwickeltes und im Jahr 2003 erstmals veröffentlichtes Free-to-play Aufbauspiel, das sich um die Eroberung von feindlichen Dörfern im Mittelalter dreht. Das mittlerweile in zahlreichen Sprachversionen und für iOS-und Android-Geräte verfügbare Spiel verteilt sich auf voneinander unabhängige Spielwelten. International wird das Spiel hauptsächlich unter dem Namen Tribal Wars vermarktet.

## Geschichte
Das Spiel „Die Stämme“ wurde im Jahr 2003 von Hendrik und Eike Klindworth und Michael Zillmer entwickelt und war zu dieser Zeit nur als Hobbyprojekt geplant. Ihre Motivation: Ein Spiel zu erschaffen, das sie selbst gerne spielen. Zunächst nahmen nur 20 Freunde der Entwickler am Spiel teil. Sobald diese jedoch andere Mitspieler einladen konnten, wuchs die Spielerschaft rasant. Die neuen Spieler hatten gegenüber den ersten 20 Spielern jedoch erheblich Nachteile, weswegen das Spiel im Juni 2003 neu gestartet wurde. Im Februar 2004 folgte eine zweite Spielwelt, nachdem die Spielerzahl auf mehrere Tausend gestiegen war. Zu diesem Zeitpunkt entschlossen sich die Entwickler dazu, hauptberuflich an Browserspielen zu arbeiten. Ende 2005 wurde eine grafisch deutlich verbesserte Version veröffentlicht. Nachfolgend entstanden weitere Sprachversionen, angefangen mit Englisch. Lizenzen für einige weitere Sprachversionen (Türkisch, Französisch, Spanisch und Italienisch) wurden zunächst an die Gameforge AG verkauft, jedoch im Februar 2009 wieder zurückgekauft. Anfang 2007 wurde schließlich die InnoGames GmbH gegründet. Das Ziel: Betrieb, Weiterentwicklung und Vermarktung von Die Stämme und weiteren Browserspielen. Im Jahr 2018 vermeldete die Firma, dass Die Stämme seit der Erstveröffentlichung €110 Millionen Umsatz generiert habe. Im November 2019 verfügte Die Stämme weltweit über circa 800.000 Spieler, die sich binnen der vorhergehenden 30 Tage ins Spiel eingeloggt hatten.
Anfang 2024 verzeichnete Die Stämme etwa 100.000 aktive Spieler auf insgesamt 15 aktiven Welten.

## Spielprinzip und Technik
Die Stämme stellt eine Mischung aus Aufbau- und Strategiespiel dar, die mitunter auch „City-Builder“ oder „Empire-Builder“ genannt wird. Spieler können zu einem beliebigen Zeitpunkt in das Spiel eintreten und bekommen ein kleines Dorf auf einer zweidimensionalen Landkarte zugewiesen, die die Spielwelt darstellt. Jeder Spieler muss zunächst eine Ressourcenwirtschaft einrichten, die ihm den Ausbau des Dorfes und schließlich die Errichtung einer Streitmacht ermöglicht. Die Dörfer anderer Spieler können überfallen und eingenommen werden. Spieler können sich zu den namensgebenden Stämmen zusammenschließen, um gemeinsam gegen andere Spieler und Stämme vorzugehen. Spielziel ist die Dominanz der Spielwelt durch einen Stamm.

### Kampfsystem des Spiels
Es gilt Dörfer anderer Spieler zu erobern und die eigenen zu schützen. Dazu müssen Truppen rekrutiert werden, wobei Einheiten einzeln nacheinander „produziert“ werden und deren Rekrutierungsgeschwindigkeit von der Ausbaustufe des mit der Einheit assoziierten Gebäudes abhängt. So hängt z. B. die Rekrutierungsgeschwindigkeit von Kavallerieeinheiten von der Ausbaustufe des Stalles ab.

#### Truppen und deren Eigenschaften
Der Spieler kann sowohl offensive als auch defensive Truppen bauen. Offensive Truppen zeichnen sich durch große Angriffsstärke aus, sind allerdings sehr schwach in der Verteidigung. Für defensive Truppen gilt genau das Gegenteil, sie eignen sich am besten für die Verteidigung – hierbei gibt es Unterschiede: Jede Truppenart verteidigt unterschiedlich gut gegen Kavallerie, Bogenschützen und sonstigen Truppen, während sie für die Offensive ungeeignet sind.

#### Rekrutierungsstrategie
Um eine möglichst große Angriffsstärke aufzubauen, empfiehlt es sich daher strategisch, in Dörfern separiert Offensiv- und Defensivtruppen auszubilden, da die Anzahl der rekrutierbaren Einheiten pro Dorf limitiert ist. In welchen Dörfern offensive bzw. defensive Truppen rekrutiert werden, sollte möglichst nur dem Spieler selbst bekannt sein, da Dörfer mit offensiven Einheiten ein leichtes Ziel für Angriffe sind. Im Spielerjargon spricht man von „Offdörfern“ bzw. „Deffdörfern“.

#### Kampfgeschehen
Greift ein Spieler ein anderes Dorf an, verlassen die Truppen das Heimatdorf und begeben sich auf die Reise zum vorher ausgewählten Dorf des Gegners. Der Ankunftszeitpunkt der Einheiten im feindlichen Dorf ist vor dem Losschicken bekannt. Der Reiseweg ergibt sich aus dem Abstand zwischen Herkunfts- und Zielort multipliziert mit der Geschwindigkeit der langsamsten Einheit der „reisenden“ Truppe. Der angegriffene Spieler bekommt angezeigt, dass er angegriffen wird und wie lange das Eintreffen der feindlichen Truppen noch dauert. Die Kämpfe selbst werden nicht dargestellt, die an Kampfgeschehen beteiligten Spieler erfahren in Berichten nur deren Ausgang. Nach einem Angriff begeben sich die angreifenden Truppen wieder zum Ausgangsdorf zurück, sofern die Angriffstruppen überlebt haben und das angegriffene Dorf nicht eingenommen wurde.

### Eroberung von Dörfern
Für die Eroberung von Dörfern benötigt ein Spieler ein Adelsgeschlecht. Damit ein Adelsgeschlecht in einem Dorf rekrutiert werden kann, muss der Spieler verschiedene Gebäude zu einer gewissen Stufe ausgebaut haben, unter anderem den Adelshof auf Stufe 1. Für die Rekrutierung an sich werden je nach Spielwelt unterschiedliche Rohstoffeinlagerungen, bzw. geprägte Goldmünzen benötigt. Die Kosten für die Schaffung eines Adelsgeschlecht steigt mit der Anzahl der Dörfer und der Anzahl der rekrutierten, bzw. sich in der Rekrutierungsschlange befindlichen Adelsgeschlechter an.
Hat ein Spieler ein Adelsgeschlecht in einem Dorf rekrutiert, so kann er dieses mit den im Dorf befindlichen Truppen andere Dörfer angreifen lassen. Ist der Angriff siegreich und überlebt das Adelsgeschlecht den Angriff, so schwächt dies die Zustimmung des angegriffenen Dorfes. Nach mehreren Angriffen mit Adelsgeschlechtern ist die Zustimmung in einem Dorf gebrochen und dass Dorf wird vom angreifenden Spieler eingenommen. Nach der Einnahme steigt die Zustimmung des Dorfes langsam wieder an. Den Vorgang der Einnahme von Dörfern nennt man im Spielerjargon „Adeln“.

### Stämme
Ein wichtiger Aspekt des Spiels sind, wie der Name schon andeutet, die Stämme. Ein Stamm kann von jedem Spieler gegründet werden, welcher anschließend andere Spieler einladen kann, diesem Stamm beizutreten. Ein Spieler kann immer nur Mitglied in einem Stamm zur gleichen Zeit sein. Stämme sind hierarchisch geordnet. Der Stammesgründer kann über die Rechte der Stammesmitglieder bestimmen, welche er vergeben und entziehen kann. Rechte sind z. B. das Recht Spieler in den Stamm einzuladen, das Moderationsrecht und viele mehr. Die Mitgliedschaft im „richtigen“ Stamm ist maßgeblich entscheidend über Erfolg oder Misserfolg im Spiel. Ein einzelner Spieler kann gegen die Attacke eines kompletten Stammes nur wenig ausrichten.

### Aktivität des Spielers
Wie bei vielen Browserspielen üblich, ist größtmögliche Aktivität eine der wichtigsten Voraussetzungen für den Spielerfolg. Da viele Spieler die notwendige Zeit nicht aufbringen können, hören sie im Verlauf des Spielgeschehens oft auf, oder „fusionieren“ mit einem anderen Spieler. Die „Fusion“ bedeutet hierbei, dass ein Spieler die Dörfer des anderen einnimmt und dann beide Spieler mit dem Account des Ersteren weiter spielen.
Viele große Accounts werden von mehreren Spielern arbeitsteilig gespielt. Dieses Verhalten ist von den Betreibern des Spiels zwar nicht erwünscht, wird jedoch geduldet. Inaktive Spieler werden nach einer Frist von 14 Tagen von der jeweiligen Spielwelt entfernt. Die Dörfer von gelöschten Spielern bleiben weiterhin erhalten und können von anderen Spielern erobert werden.

## Versionen
Das Spiel wird regelmäßig auf neue Versionen aktualisiert. Diese enthalten teilweise kleine Änderungen wie Bugfixes oder Erweiterungen für Premium-Kunden, aber auch teilweise stark spielverändernde Neuerungen wie neue Gebäude oder Einheiten. Große Veränderungen werden in der Regel mit einer komplett neuen Version beworben und nicht auf bereits laufenden Welten eingeführt. Kleinere Änderungen wie erweiterte Premiumvorteile werden hingegen meist auf allen Welten übernommen. Die ersten beiden Welten liefen unter der ersten Version.

### Version 2
Mit dem Start von Welt 3 im November 2004 wurde Version 2.0 eingeführt, welche unter anderem eine Rohstoffkostensteigerung bei der Eroberung weiterer Dörfer beinhaltete, sodass das Wachstum der Accounts im späteren Spielverlauf verlangsamt wurde.

### Version 3
Version 3.0 wurde mit dem Start von Welt 10 im Dezember 2006 eingeführt. Dort wurden 3 neue Einheiten eingeführt, obwohl die Entwickler sich in den vorherigen Jahren noch gegen solche Änderungen ausgesprochen hatten.

### Version 4
Version 4.0 wurde mit Welt 20 im Dezember 2007 eingeführt. Eine große Neuerung bestand in der Einführung einiger Gegenstände und einer Waffenkammer.

### Version 5
Mit Welt 35 wurde im Dezember 2008 Version 5.0 aufgespielt, welche neben einem neuen Gebäude eine komplett neue Dorfübersicht und ein neues Layout beinhaltete. Im Februar 2010 wurde Version 6.0 angekündigt, welche im Laufe der folgenden Woche auf den bestehenden Welten eingespielt wurde. Zusätzlich wurden zwei neue Welten mit der neuen Version gestartet.

### Version 6
Version 6.0 beinhaltet neben dem Heereslager, in dem ein Stamm Truppen stationieren kann, verschiedenen Awards, die ein Spieler für bestimmte Leistungen erhalten kann. Zusätzlich wurde eine mobile Version, zum Beispiel für iPhone, Android-basierten Handys (z. B. Motorola Milestone, HTC Hero) und Palm Pre eingeführt.
Alle Spieländerungen und Updates werden in der Regel einige Tage vorher im offiziellen Forum und auf der Startseite angekündigt.
Laut den Entwicklern hat sich das Spiel durch die vielen Updates bereits sehr stark verändert, jedoch soll das Grundprinzip des Spiels dauerhaft erhalten bleiben.
Die größte Neuerung die mit Version 6.0 eingeführt wurde, das Heereslager, wurde im November 2010 wieder abgeschafft und dabei auch auf bereits laufenden Welten mit dem Heereslager entfernt. Begründet wurde dies damit, dass die Neuerung einerseits von den Spielern nicht angenommen worden sei und es diverse technische Probleme verursacht habe.

### Version 7
Die erste Welt mit der neuen Version 7.0 wurde Ende November 2010 gestartet. Neben vielen kleinen Neuerungen wurde die Karte neu überarbeitet. So ist es zum Beispiel nun möglich, sich auf der Karte per Drag and Drop zu bewegen. Auch wurde ein neues Design eingeführt. Die größte Neuerung bei Version 7.0. stellt der „Accountmanager“ dar, den man zusätzlich neben den bereits bezahlpflichtigen Premium-Account gegen Geld aktivieren kann. Mit dem Accountmanager kann das Spiel automatisierter gespielt werden, sodass das Bauen von Gebäuden, Rekrutieren von Truppen oder Verschicken von Rohstoffen weitgehend automatisch ohne die Anwesenheit bzw. jeweilige Ausführungen des Spielers erfolgen kann.

### Version 8
Am 25. Oktober 2011 wurde Version 8.0 angekündigt. Diese erschien am 17. November 2011. Hier bestand eine große Neuerung darin, auf kommenden Welten erstmals ein vorgegebenes Spielziel einzuführen. Dies besteht in der Eroberung so genannter „Geheimnisse der Macht“, welche von einem Stamm für das Gewinnen einer Spielwelt erobert werden müssen.

## Spielwelten
Für Die Stämme existieren mehrere voneinander unabhängige Spielwelten. Die deutsche Version umfasst derzeit 151 Welten, von denen viele bereits beendet wurden. Die älteste noch aktive Welt ist die Welt 65 die seit dem 14. September 2010 läuft. Des Weiteren existiert ein Speed Die Stämme Event Server.
Neben den regulären Spielwelten gab es bis Anfang 2013 noch sogenannte SDS-Runden, in welchen die Spielgeschwindigkeit bis auf das 800-fache gesteigert wurde. Diese Runden sind mit einer Laufzeit von meist nur einigen Stunden oder Tagen zeitlich befristet. Mittlerweile werden die SDS-Runden nur noch vereinzelt als Events durchgeführt.
Die Classic-Welt beruht auf den Einstellungen und dem Aussehen der älteren Welten bis Welt 6, wobei auch die Grafikpakete sowie spieltechnische Neuerungen nicht übernommen wurden.
Neue Welten wurden meist im Abstand von etwa einem Monat gestartet, wobei in der Regel immer zwei Welten mit verschiedenen Einstellungen innerhalb von wenigen Tagen gestartet werden. Durch den Start von neuen Welten soll gewährleistet werden, dass neue Spieler oft genug die Möglichkeit haben sich auf einer Welt zu etablieren. Teilweise werden die neuen Welten auch mit Konfigurationen älterer Welten gestartet, damit auch Spieler, denen manche Neuerungen nicht gefallen auf einer weiteren Spielwelt beginnen können.

### Bedingungen für die Beendigung von Spielwelten
Die einzelnen Welten laufen so lange, wie noch keine Siegesbedingung erfüllt ist. Hat ein Stamm oder eine Allianz aus zwei Stämmen eine Dominanz von 80 %, so können diese beim Kundendienst eine Abstimmung beantragen, in der beschlossen wird, auf welche Art die Welt enden wird. Die dominierenden Stämme und Spieler werden dann bei Beendigung der Welt zum Sieger erkoren.
Als erste reguläre Spielwelt wurde Welt 1 nach über vier Jahren Laufzeit im September 2007 beendet, nachdem sie inzwischen von einigen wenigen miteinander verbündeten Spielern uneinholbar dominiert wurde. Einige Zeit darauf musste auch der Server von Welt 2 geschlossen werden. Grund war hier die Inaktivität der Mitglieder der zwei größten Stämme auf dieser Welt.
Im Dezember 2014 sollen entgegen den bisher bekannten Bedingungen einige alte Welten ohne Siegerbedingungen zum ersten Halbjahr 2015 geschlossen werden. Hierbei kam es zu großem Unmut in der Spielergemeinde.

#### Bedingungen ab Welt 76
Ab Welt 76 gibt es Geheimnisse der Macht. Hält ein Stamm für 336 Stunden 12 unterschiedliche Geheimnisse der Macht, so wechselt die Welt in einen friedlichen Modus und wird anschließend beendet.

#### Weltendominanz
Um sich wirklich zu beweisen, muss ein Stamm mindestens 60 % aller Spielerdörfer auf dieser Welt besitzen. Dieser Wert wird auch Dominanz genannt.
Um ein vorzeitiges und unrühmliches Ende zu verhindern, muss die Welt mindestens 360 Tage alt sein, bevor sie gewonnen werden kann.
Sobald ein Stamm den Sieg errungen hat, wird die Welt noch 90 Tage geöffnet bleiben. Danach wird der Frieden ausgerufen, welcher das offizielle Ende bedeutet.

## Grafik
Das Spiel kommt mit sehr einfachen Grafiken aus. Es existieren eine Landkarte der Spielwelt, eine Dorfansicht mit einigen wenigen Animationen und Übersichten mit deutlichem Datenbankcharakter. Der Spieler kann zudem in den Einstellungen zwischen der Standard-Dorf- und -Kartenansicht und der klassischen Dorf- und Kartenansicht wechseln.
Besitzt man einen Premium-Account, hat man die Möglichkeit, eigene Grafiken mit Hilfe eines Grafikpakets einzubinden. InnoGames bietet Grafikpakete von älteren Versionen zum Download an.

## Finanzierung
Zur Finanzierung des Spiels gibt es kostenpflichtige, sogenannte Premium-Accounts, die an verschiedenen Stellen das Spiel komfortabler machen und die man durch Einsetzen von zuvor gekauften Premium-Punkten aktivieren kann. Beispielsweise erhält der Spieler dadurch die Möglichkeit, den Kartenausschnitt zu vergrößern und durch eine längere Warteschlange mehr Bauaufträge zu erteilen.
Ab dem Erreichen von 500 Spielerpunkten kann man den Premium-Account sieben Tage lang, und ab 15.000 Spielerpunkten weitere drei Tage lang kostenlos testen. Premium Punkte kann man auch mit dem Prinzip SponsorPay erwerben. Dabei gibt es die Möglichkeit, sich bei kostenlosen Angeboten (Bsp. Gewinnspiele) oder durch Einkäufe in Online-Shops bei Partnern des Spielbetreibers zu registrieren. Anschließend erhält man nach kurzer oder längerer Wartezeit eine vorher bestimmte Anzahl von Premium-Punkten.
Laut den Betreibern soll durch die Nutzung eines Premium-Accounts nie ein spielerischer Vorteil entstehen, sodass auch ein erfolgreiches Teilnehmen ohne Premium-Account möglich sein soll.
Die Premium-Nutzung besteht aus der Anwendung zusätzlicher Spielfunktionen („Features“), die vor allem der besseren und vor allem schnelleren Organisation und Verwaltung des Spielaccounts dienen, was Basisnutzern nicht zur Verfügung steht. Für die Premium-Nutzung der Spiele werden von InnoGames Leistungsentgelte erhoben. Der Spieler kann so seinen Account erweitern und sich so Vorteile (z. B. dynamische Menüleiste, kein Löschen wegen Inaktivität) gegenüber Basisspielern verschaffen.
Währenddessen heißt es in den AGB des Spiels jedoch, dass durch eine Premiumnutzung Spielvorteile erlangt werden können.
Durch Spieler ohne Premium-Account besteht die einzige Einnahmequelle in Werbebannern. Eine weitere Einnahmequelle stellt der mit Version 7.0 eingeführte Account-Manager dar, welcher neben dem Premium-Account kostenpflichtig aktiviert werden kann.
Im Dezember 2011 wurden zudem käufliche Spielvorteile, wie die Reduzierung der Bauzeit von Gebäuden eingeführt.

## Auszeichnungen und Nominierungen
Die Stämme wurde mit dem Publikumspreis der Webseite GalaxyNews als „Browserspiel des Jahres 2006“ in der Kategorie Spielspaß ausgezeichnet.
Im Jahr 2009 wurde das Spiel zudem für den bekannten DMMA OnlineStar nominiert.

## Spielerprojekte
Ein wichtiger Teil der Community sind die Spielerprojekte. Diese werden von Spielern entwickelt und meist der restlichen Community kostenlos zur Verfügung gestellt.

### Skripte
Es existiert eine Reihe von Skripten, welche in das Spiel eingebunden werden können um bestimmte Komfortvorteile zu schaffen (wie z. B. erweiterte Dorfübersichten auf der Karte). Skripte, die direkte Spielvorteile schaffen oder automatisierte Handlungen ausführen (sogenannte Bots), dürfen nicht verwendet werden.
Einige der Skripte dürfen nur von Spielern mit Premium-Account verwendet werden.

### Externe Spielerprojekte
Das Spiel bietet im gewissen Maße ein Interface zu den Spieldaten. Dazu gehören Konfiguration, Spielerdaten (Punkte, Name, Profil etc.), Dorfdaten (Punkte, Name etc.) und Stammesdaten. Diese werden von externen Spielerprojekten genutzt, um beispielsweise Punkte-Verlaufsgrafiken zu erstellen. Eines dieser Projekte, die Website „TW Stats“ ist inzwischen auch in das Hauptspiel eingebunden und kann von dort aus aufgerufen werden.

## Kritik
Von einem Teil der Community wird die zunehmende Kommerzialisierung von „Die Stämme“ kritisiert. So sind einige Erweiterungen, die früher kostenlos waren, nur noch mit einem Premium-Account verfügbar (z. B. eine Leiste mit Links, die ein schnelles Wechseln zwischen bestimmten Gebäuden ermöglicht.) Auch richtet sich ein Großteil neuer Änderungen, welche die Benutzerfreundlichkeit erhöhen, nur an Premium-Kunden.
InnoGames entgegnet der Kritik, dass sie verantwortlich für mehrere Arbeits- und Ausbildungsplätze seien und somit als Unternehmen auch einen möglichst hohen Gewinn erzielen müssten. Steigende Preise der Premium-Accounts werden mit den steigenden Kosten des Unternehmens und größer werdenden Vorteilen durch eine PA-Nutzung gerechtfertigt, was in großen Teilen der Community auf starke Kritik stößt.
Die letzte Preiserhöhung für Premium-Punkte fand im April 2010 statt. Neben Kritik aus der Community, die Preiserhöhung sei unangemessen, wurde heftig kritisiert, dass die Preiserhöhung mit einem neuen Premiumsystem einherging, wodurch es für die Benutzer schwer nachvollziehbar sei, wie stark sich die Preise im Einzelnen verändern.
Kritisiert wurde auch die Einführung des Account-Managers, wodurch Teile des Spiels (wie das Verschieben von Rohstoffen) nun gegen den Einsatz von Premiumpunkten automatisiert werden konnten, während man zuvor ausschließlich Komfortvorteile über den Premium-Account anbieten wollte. Sehr kritisch wird dies von Teilen der Community gesehen, da so große spielerische Vorteile erkauft werden könnten und somit statt der spielerischen Fähigkeiten und Aktivität der einzelnen Spieler immer mehr die finanzielle Beteiligung am Spiel entscheidend für den Erfolg sei.
Im Dezember 2011 wurde erstmals eine Spielwelt mit direkt käuflichen Spielvorteilen (z. B. verkürzter Bauzeit für Gebäude) gestartet. Diese Neuerung verursachte viel Kritik aus der Community, weshalb wenige Tage später ein runder Tisch gestartet wurde, bei dem Fragen zu den neuen Vorteilen direkt von den Entwicklern beantwortet werden sollten. Der Termin zur Beantwortung der Fragen wurde mehrmals verschoben. Auf einen Teil der Fragen wurden Ende Februar vorläufige Antworten veröffentlicht. Am 18. Juni 2012, mehr als ein halbes Jahr nach dem Start des runden Tisches, wurde angekündigt, dass die Beantwortung der Fragen aus organisatorischen Gründen nicht durchgeführt werden könne. Dies löste in der Community viel Kritik aus.
Viele Community-Mitglieder führen die sinkenden Spielerzahlen in den letzten Jahren (Halbierung von rund 600.000 im Juni 2009 auf rund 300.000 im Juni 2011) auf die zunehmende Kommerzialisierung des Spiels zurück.
Die Kritik mancher Spieler richtet sich auch gegen einige Supporter und Moderatoren, die nach Ansicht der Spieler häufig überzogene oder ungerechtfertigte Strafen oder Verwarnungen im offiziellen Forum oder im Spiel selbst aussprächen.